# Конвой Рабаул — Трук (20.01.43 — 24.01.43)
Конвой Рабаул — Трук (20.01.43 — 24.01.43) — японський конвой часів Другої світової війни, проведення якого відбувалось у січні 1943 року.
Конвой сформували в Рабаулі — головній передовій базі японців в архіпелазі Бісмарка, з якої вони провадили операції на Соломонових островах та сході Нової Гвінеї. Його призначенням було проведення групи транспортів до атола Трук (Чуук) на сході Каролінських островів (ще до війни тут створили потужну базу ВМФ, через яку до лютого 1944 року провадились операції та йшло постачання японських сил у кількох архіпелагах).
До складу конвою увійшли судна «Кайхей-Мару», «Тайфуку-Мару» та «Нанкай-Мару». Їх ескорт забезпечували мисливці за підводними човнами CH-18 та CH-22.
20 січня 1943 року судна вийшли з Рабаула та попрямували на північ. Біля опівдня 22 січня у протоці Штеффен (між островами Нова Ірландія та Новий Ганновер) до конвою приєднався мисливець за підводними човнами CH-12, тоді як CH-18 і CH-22 невдовзі відділились та попрямували назад до Рабаула як охорона конвою № 35, ешелон «D» (рухався з Труку).
24 січня конвой успішно прибув на Трук.